# Rostislav (couraçado)
O Rostislav (Ростислав) foi um couraçado pré-dreadnought operado pela Marinha Imperial Russa. Sua construção começou no final de janeiro de 1894 no Estaleiro do Almirantado Nikolaev e foi lançado ao mar no início de setembro de 1896, entrando em serviço na frota russa em meados de março de 1900. Era armado com uma bateria principal composta por quatro canhões de 254 milímetros montados em duas torres de artilharia duplas, tinha um deslocamento de pouco mais de dez mil toneladas e alcançava uma velocidade máxima de quinze nós (28 quilômetros por hora).
A construção do Rostislav enfrentou diversos problemas, como projeto falho e atraso na entrada de componentes, o que atrasou sua entrada em serviço. Ele atuou no Mar Negro e seus primeiros anos consistiram principalmente em exercícios de treinamento e outras atividades de rotina, com experimentos de artilharia realizados a bordo em 1908 levando a adoção de novos dados balísticos para a Marinha Imperial. Sua tripulação quase se amotinou durante a Revolução de 1905, enquanto em 1913 protegeu a embaixada russa em Constantinopla durante a Primeira Guerra Balcânica.
O navio participou de várias ações na Primeira Guerra Mundial contra o Império Otomano, principalmente ações de bombardeio litorâneo. A Frota do Mar Negro entrou em colapso no início de 1918 durante a Revolução Russa e ele acabou abandonado pelos bolcheviques em Sebastopol. Foi  depois capturado pelos britânicos, mas teve seus motores deliberadamente incapacitados. Foi tomado pelas forças do Movimento Branco e usado como bateria de artilharia flutuante até ser deliberadamente afundado em novembro de 1920, sendo parcialmente desmontado anos depois.

## Desenvolvimento
O Rostislav foi concebido em 1892 como uma plataforma barata e compacta para canhões de 305 milímetros, similar em tamanho a navios de defesa de costa mas com melhor navegabilidade para operações no Mar Negro. O vice-almirante Nikolai Chikhachiov, o Chefe do Ministério da Marinha, imaginou uma esquadra de embarcações desse tipo, cada uma com deslocamento entre 4,1 e 5,1 mil toneladas, para seu objetivo de deslocamento de 24,4 mil toneladas. Sergei Ratnik, o engenheiro chefe do Estaleiro do Almirantado Nikolaev, avaliou as propostas e aconselhou contra a ideia. O Comitê Técnico Naval concordou, afirmando que qualquer combinação significativa de poder de fogo, blindagem, velocidade e estabilidade necessitava de pelo menos 6,1 mil toneladas. O comitê descartou a proposta de Ratnik de construir uma versão aprimorada do couraçado Sissoi Veliki de nove mil toneladas, mas não apresentou uma alternativa definitiva e se recusou a discutir questões técnicas, deixando a escolha de armamento para Chikhachiov.
Chikhachiov instruiu o engenheiro Andrei Toropov a elaborar duas propostas, uma armada com canhões de 254 milímetros e outra com armas de 305 milímetros. Toropov estimou que o navio deveria ter um deslocamento de pelo menos nove mil toneladas. Chikhachiov apresentou as duas proposta ao Comitê Técnico Naval. O próprio e os comandantes de frota da ativa votaram pela versão com canhões de 305 milímetros, que já tinha se tornado o padrão mundial para couraçados, porém o comitê aconselhou contra. O alto escalão da Marinha Imperial Russa passou os meses de abril e maio de 1893 em longos debates. Eles concordaram em aumentar o deslocamento para nove mil toneladas e estavam pendendo em favor da arma de 305 milímetros, porém o general almirante grão-duque Aleixo Alexandrovich resolveu a questão em favor do canhão menor. O casco foi o mesmo do Sissoi Veliki, mas protegido com a nova blindagem Harvey, com energia elétrica sendo usada pela primeira vez em um navio russo para girar as torres de artilharia.

## Projeto

### Características

Desenho do Rostislav

O Rostislav tinha 105,3 metros de comprimento da linha de flutuação e 107,2 metros de comprimento de fora a fora, uma boca de 20,7 metros e um calado de 7,7 metros. Tinha um deslocamento de 10 689 toneladas, mais de 1,5 mil toneladas a mais do que seu deslocamento projetado de nove mil toneladas. Este peso extra aumentou seu calado em aproximadamente noventa centímetros, submergindo todo ou a maior parte do cinturão principal de blindagem na linha de flutuação.
O sistema de propulsão tinha dois motores verticais de tripla-expansão, cada um girando uma hélice; eram os mesmos motores do Sissoi Veliki. Tinham uma potência indicada de 8 570 cavalos-vapor (6,3 mil quilowatts). Eram alimentados por oito caldeiras cilíndricas de tubos de fogo, metade das quais queimavam carvão e a outra metade óleo combustível, fazendo do Rostislav o primeiro navio capital do mundo a usar óleo de combustível. Isto foi feito a fim de substituir o custoso carvão estrangeiro pelo muito mais barato óleo de Bacu. O sistema de propulsão produziu um total de 8 940 cavalos-vapor (6 574 quilowatts) durante seus testes marítimos para uma velocidade máxima de 15,8 nós (29,3 quilômetros por hora). O navio podia carregar até 830 toneladas de óleo combustível e carvão, o que dava uma autonomia de 3,1 mil milhas náuticas (5,7 mil quilômetros) a oito nós (quinze quilômetros por hora).

### Armamento

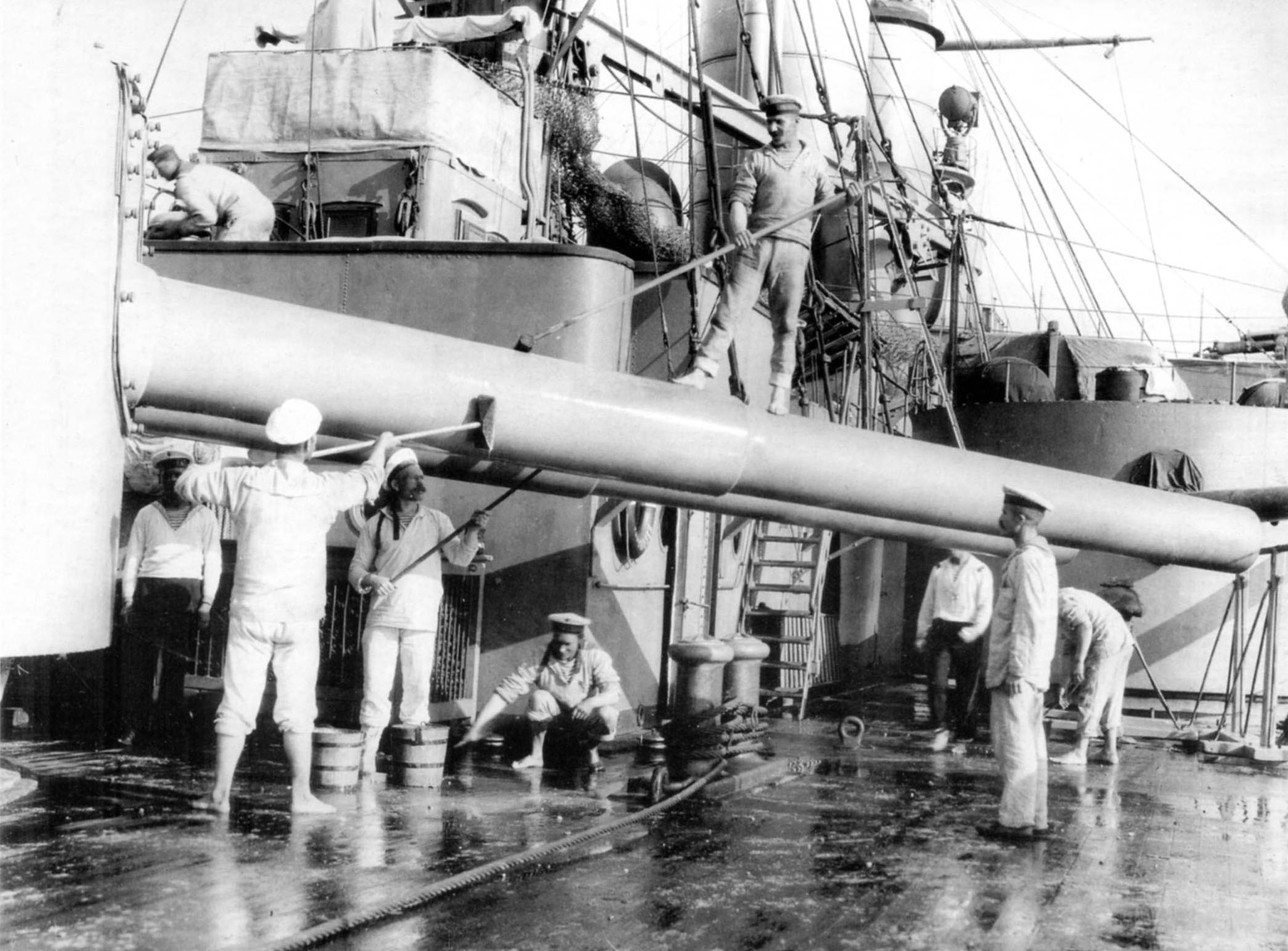
Tripulantes limpando os canhões principais do Rostislav

O armamento principal consistia em quatro canhões Obukhov Modelo 1891 calibre 45 de 254 milímetros montados em duas torres de artilharia duplas na linha central, uma à vante e outra à ré. Cada torre tinha um arco de disparo de 240 graus. Elas podiam elevar até quinze graus e abaixar até cinco graus negativos. Disparavam projéteis de 225,2 quilogramas a uma velocidade de saída de 693 metros por segundo. A uma elevação de seis graus, tinham um alcance de 7,3 quilômetros. A bateria secundária tinha oito canhões Canet Padrão 1891 calibre 45 de 152 milímetros montadas em torres de artilharia duplas no convés principal. Cada torre ficava posicionada nos cantos da superestrutura e tinham um arco de disparo de 110 graus. Disparavam um projétil de 41,46 quilogramas a uma velocidade de saída de 792 metros por segundo. Tinham um alcance de 11,5 quilômetros a uma elevação de vinte graus.
O armamento contra barcos torpedeiros consistia em doze canhões Hotchkiss de 47 milímetros. Oito ficavam montados na superestrutura, porém não se sabe a localização dos quatro restantes. Disparavam projéteis de um quilograma a uma velocidade de saída de 430 metros por segundo. Também tinha dezesseis canhões Hotchkiss de 37 milímetros, oito ficavam na gávea, enquanto a localização dos outros oito também é desconhecida. Disparavam projéteis de quinhentas gramas a uma velocidade de saída de 660 metros por segundo. Por fim, o Rostislav tinha seis tubos de torpedo de 381 milímetros. Quatro ficavam acima da linha de flutuação, um na proa, um na popa e um em cada lateral, enquanto os dois restantes eram submersos, também um cada lateral. A embarcação carregava cinquenta minas navais para proteger seu ancoradouro.

### Blindagem
O cinturão principal de blindagem do Rostislav tinha uma espessura máxima de 368 milímetros, reduzindo-se para 254 milímetros na área que protegia os depósitos de munição. Ele cobria 69,2 metros do comprimento do casco e tinha 2,1 metros de altura, porém a maior parte ficava abaixo da linha de flutuação. À vante o cinturão terminava em uma antepara transversal de 229 milímetros, enquanto à ré ele terminava uma antepara com 127 milímetros. O cinturão superior tinham 127 milímetros de espessura, 2,3 metros de altura e um comprimento de 48,8 metros. As laterais das torres de artilharia da bateria principal tinham 254 milímetros, já seus tetos tinham 64 milímetros. As laterais das torres da bateria secundária tinham 152 milímetros, a mesma espessura das laterais da torre de comando. A blindagem do convés era reta e ficava localizada na extremidade superior do cinturão principal, tendo 51 milímetros. Abaixo da linha de flutuação, à vante e à ré da cidadela blindada, os conveses tinham 76 milímetros.

## História

### Construção
A construção do Rostislav começou em 30 de janeiro de 1894 no Estaleiro do Almirantado Nikolaev em Nikolaev, Kherson, e ele foi oficialmente batizado em 20 de maio. Seguindo a tradição russa, a cerimônia formal de batimento de quilha foi adiada e só correu em 19 de maio de 1895. O contrato para a fabricação dos motores e das caldeiras a óleo combustível foi firmado com o Estaleiro do Báltico. A blindagem foi comprada nos Estados Unidos com a Bethlehem Steel dentro da estrutura de um contrato anterior para um dos couraçados da Classe Petropavlovsk. A Bethlehem Steel acabou enfrentando o escrutínio do Comitê do Senado sobre Assuntos Navais por cobrar da Marinha Imperial um preço "introdutório" incomumente baixo de 250 a trezentos dólares por tonelada, comparado aos seiscentos a 660 dólares cobrados da Marinha dos Estados Unidos. O senador Benjamin Tillman acusou publicamente a Bethlehem Steel e a Carnegie Steel de fixação de preços e roubar do contribuinte norte-americano.
O casco foi lançado em 2 de setembro de 1896. A falta de guindastes apropriados no estaleiro dificultou a instalação dos motores, à ponto de ter sido considerado rebocá-lo para Sebastopol para ser finalizado. Os engenheiros conseguiram resolver o problema e o Rostislav ficou pronto para navegar em julho de 1897. Realizou seus testes de velocidade em 21 de outubro de 1898, ainda sem seus canhões principais. Os motores funcionaram perfeitamente, mas seu peso excedeu o projetado em mais de trezentas toneladas.
A Fábrica Obukhov em São Petersburgo atrasou a entrega dos canhões de 254 milímetros para o Rostislav e também para outros navios em construção, adiando a finalização da embarcação em dois anos. Um dos canhões que seria do navio de defesa de costa Admiral Ushakov explodiu durante testes, fazendo com que toda a remessa fosse sujeita a testes e possivelmente reparos. Quatro armas foram aprovadas e entregues entre julho e agosto de 1899. O Rostislav conseguiu realizar seu primeiro teste de artilharia em 12 de abril de 1900. Os mecanismos de coice da torre de artilharia de vante falharam durante no segundo dia e mais defeitos foram descobertos no porto. O couraçado passou os meses seguintes tendo suas armas concertadas, mas o problema persistiu e a Marinha Imperial decidiu proibir que elas fossem utilizadas. As montagens foram reconstruídas entre 1901 e 1902 no mesmo padrão usado no cruzador blindado Admiral Nakhimov, com o Rostislav passando nos testes de artilharia em junho de 1902. Os controles elétricos das torres tinham 332 conectores e necessitavam de uma tediosa manutenção, algo que mostrou-se muito complexo para a maioria dos marinheiros.

### Início de serviço

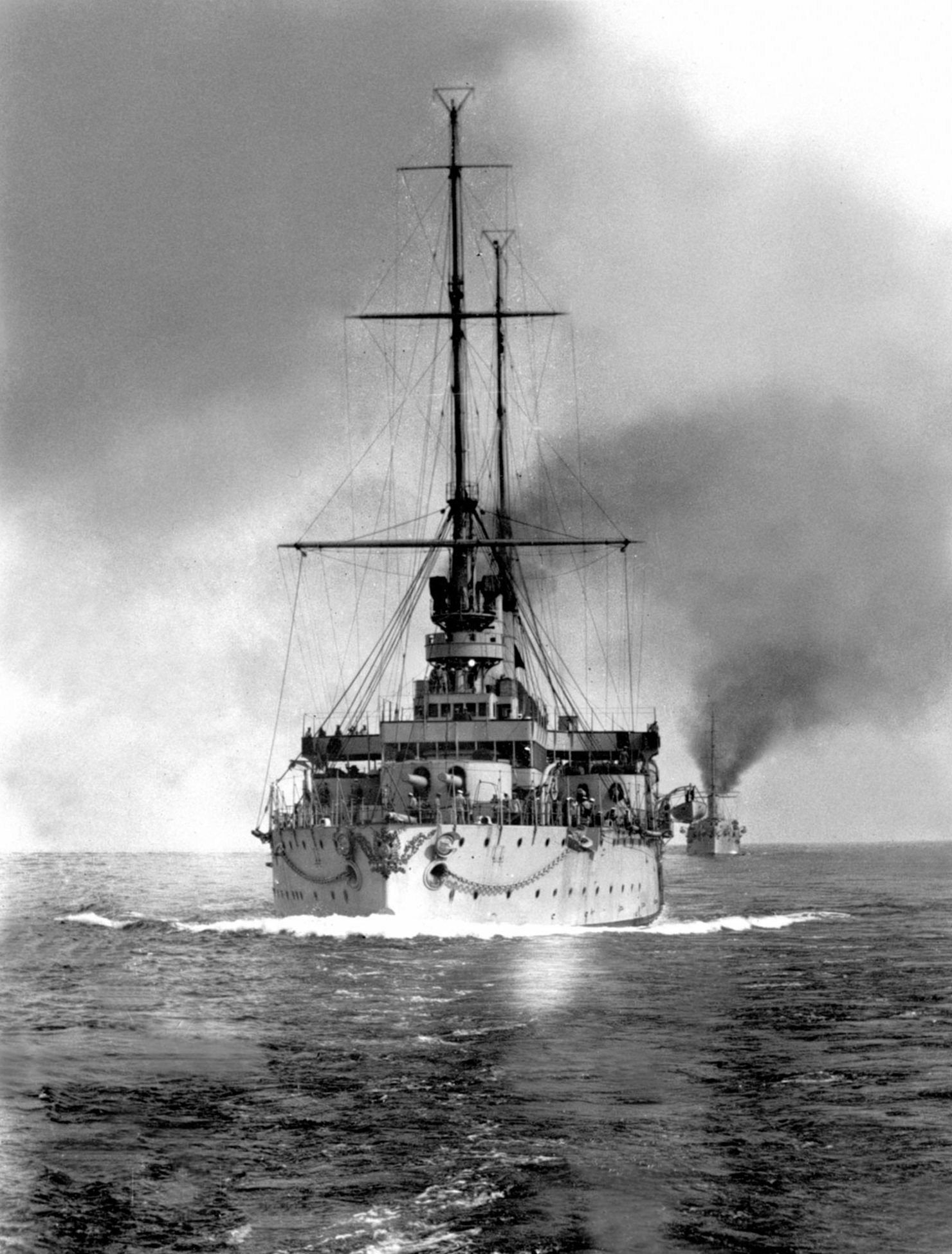
O Rostislav c. 1907–1916

O capitão grão-duque Alexandre Mikhailovich assumiu o comando do Rostislav em 1º de maio de 1899, tornando-se o primeiro membro da Família Imperial Russa a comandar um navio de guerra desde o imperador Pedro I. Outro membro da Família Imperial, o grão-duque Cirilo Vladimirovich, também serviu a bordo do couraçado durante alguns meses em 1900. Alexandre trazia muitos convidados a bordo e realizava várias festas e viagens para Constantinopla, o que regularmente interferia nos deveres da tripulação, mas ele também lidava pessoalmente com os reparos e alterações dos equipamentos do navio. Estaleiros e contratantes tratavam o Rostislav como um cliente de prioridade. Alexandre, a partir de suas experiências no Sissoi Veliki, convenceu o Comitê Técnico Naval a reforçar a estrutura do leme da embarcação e supervisionou a instalação de um posto de controle reserva sob a torre de comando. Alexandre foi promovido a contra-almirante em 1903 e deixou o comando do Rostislav. O couraçado serviu de segunda capitânia da Frota do Mar Negro até setembro de 1912.
Problemas sérios com as caldeiras do Rostislav surgiram em meados de 1900. Fumaça negra do óleo queimado era muito mais evidente do que do fumaça de carvão. Uma distribuição desigual de calor dentro das caldeiras causou sérios superaquecimentos localizados, flambagem de fornalhas e correntes quentes de ar repentinas. As caldeiras foram falhando uma por uma durante três meses e meio, começando com pequenas unidades auxiliares e terminando nas caldeiras principais. O óleo não era o problema, pois problemas similares tinham sido descobertos em navios da Frota do Báltico. Reparos e alterações continuaram até 1904, quando os contínuos problemas nas caldeiras fizeram a Marinha Imperial abandonar o uso do óleo combustível e converter o Rostislav para queimar apenas carvão. Cada rodada de reparos e alterações adicionaram mais peso para um navio já com sobrepeso, fazendo com que seu cinturão de blindagem ficasse completamente submerso em 1907.
Um grupo de marinheiros do couraçado Kniaz Potemkin Tavricheski se amotinou em 27 de junho de 1905. Nesse mesmo dia, o Rostislav estava navegando como a capitânia do vice-almirante Alexander Krieger. O imperador Nicolau II ordenou que Krieger e seu superior, o vice-almirante Grigori Chukhnin, destruíssem os rebeldes pela força, porém os dois decidiram não disparar contra o navio amotinado. Eles permitiram que os rebeldes levassem o Kniaz Potemkin Tavricheski primeiro para Odessa e depois para a Romênia. A própria tripulação do Rostislav estava à beira de um motim também. Um conselho militar realizado a bordo do Rostislav em 2 de julho decidiu deixar o navio atracado em Odessa, desconectar os motores das hélices e permitir que os marinheiros desembarcassem livremente. Tripulantes do cruzador protegido Ochakov também se amotinaram em novembro, mas nessa época a moral da frota tinha melhorado e assim Krieger não hesitou em disparar dezoito projéteis do Rostislav contra os rebeldes.

### Exercícios e incidentes

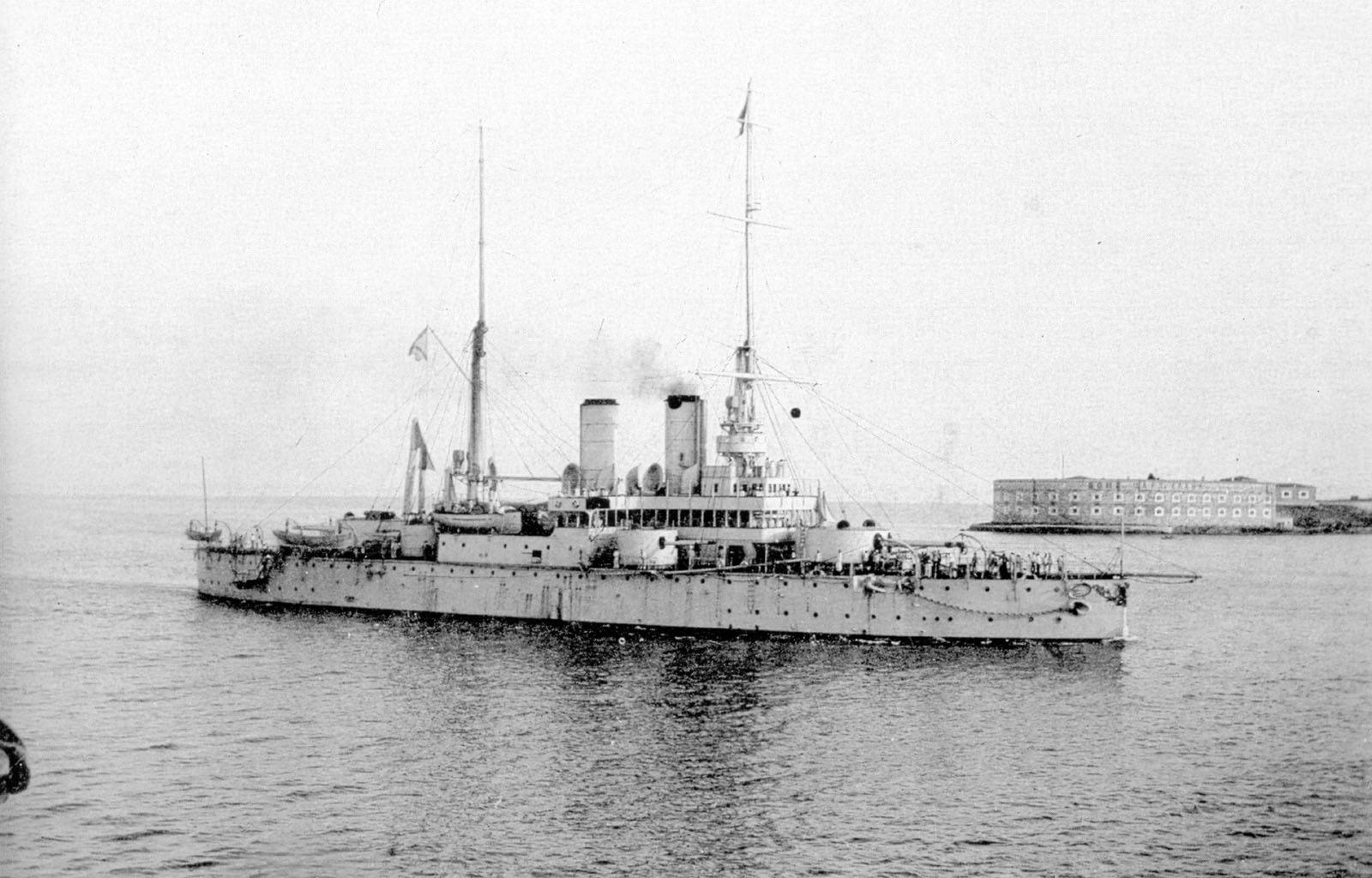
O Rostislav em Sebastopol c. 1910

A Marinha Imperial concentrou seus esforços após a derrota na Batalha de Tsushima em melhorar sua artilharia e práticas de controle de disparo. Os almirantes Alexei Krilov e Ievgeni Berkalov lideraram o Rostislav em 1908 em um teste de artilharia de longa-distância: o couraçado disparou 330 projéteis de 254 milímetros a distâncias de treze a dezesseis quilômetros durante alguns dias. O experimento provou que antigas planilhas balísticas estavam incorretas. Berkalov reuniu os dados do exercício de 1908 em novas planilhas que foram adotadas pela Marinha Imperial. Contra inundações rápidas, outras das iniciativas de Krilov, foi padronizada em 1909.
O Estado-Maior Geral Naval propôs em 1907 uma grande reconstrução que teria o objetivo de reduzir seu calado e levantar seu cinturão de blindagem acima da linha de flutuação. Seus tubos de torpedo acima da linha de flutuação, redes antitorpedo, caldeiras auxiliares e canhões de 47 milímetros seriam removidos, sua superestrutura seria cortado e seus mastros reduzidos para um único mastro de poste. Estas alterações teriam reduzido seu deslocamento em 250 toneladas, mas o plano foi rejeitado por falta de dinheiro. Entretanto, seus tubos de torpedo acima da linha de flutuação foram removidos nessa época. O estado-maior da Frota do Mar Negro propôs em 1912 que todos os seus canhões de 47 milímetros fossem substituídos por armas de 75 milímetros e que os tubos de torpedo submersos e caldeiras auxiliares fossem removidas para compensar o peso adicional. O Estado-Maior Geral Naval não achou que isso valia o custo e rejeitou a ideia. Mesmo assim, outras alterações foram feitas no Rostislav nessa época. Doze canhões de 37 milímetros foram removidos em 1906 e foi equipado em 1907 e 1908 com telêmetros de 4,6 metros, provavelmente feitos pela Barr and Stroud.
A Frota do Mar Negro realizou em 1909 e 1910 vários exercícios conjuntos com submarinos. O Rostislav estava programado para receber o primeiro sistema de comunicação submarina acústica russo, porém a instalação foi interrompida e o equipamento instalado no couraçado Panteleimon (o antigo Kniaz Potemkin Tavricheski). O Rostislav, durante um exercício antissubmarino na noite de 11 de junho de 1909, acidentalmente abalroou e afundou o submarino Kambala. Vinte tripulantes e dois mergulhadores morreram. O culpa foi colocada nas manobras irresponsáveis do submarino, com o capitão do Rostislav sendo inocentado de qualquer negligência ou irregularidade.
Os couraçados Panteleimon e Evstafi encalharam em um banco de areia próximo do porto de Constança em 11 de agosto de 1911 durante uma visita de estado para a Romênia. O Rostislav estava navegando junto dos outros dois e seus oficiais avistaram o perigo, navegando seu navio para segurança, porém não avisaram as outras embarcações. Este incidente provou um embaraço internacional tão grande que levou à renúncia do almirante Ivan Bostrem, o comandante da frota. O Rostislav foi para o Mar de Mármara durante a Primeira Guerra Balcânica com o objetivo de proteger a embaixada russa em Constantinopla de uma multidão. O couraçado acidentalmente atirou um projétil contra as defesas otomanas. Ninguém foi ferido e o capitão do navio acalmou a situação ao enviar uma desculpa pessoal para o governo otomano.

### Primeira Guerra
O Rostislav passou a virada de 1913 e 1914 em reformas, retornando para a frota ativa em abril de 1914 com seu maquinário reformado, novos telêmetros e miras para as armas. A embarcação foi capaz de atingir uma velocidade de 15,37 nós (28,47 quilômetros por hora) durante seus testes pós-reformas.

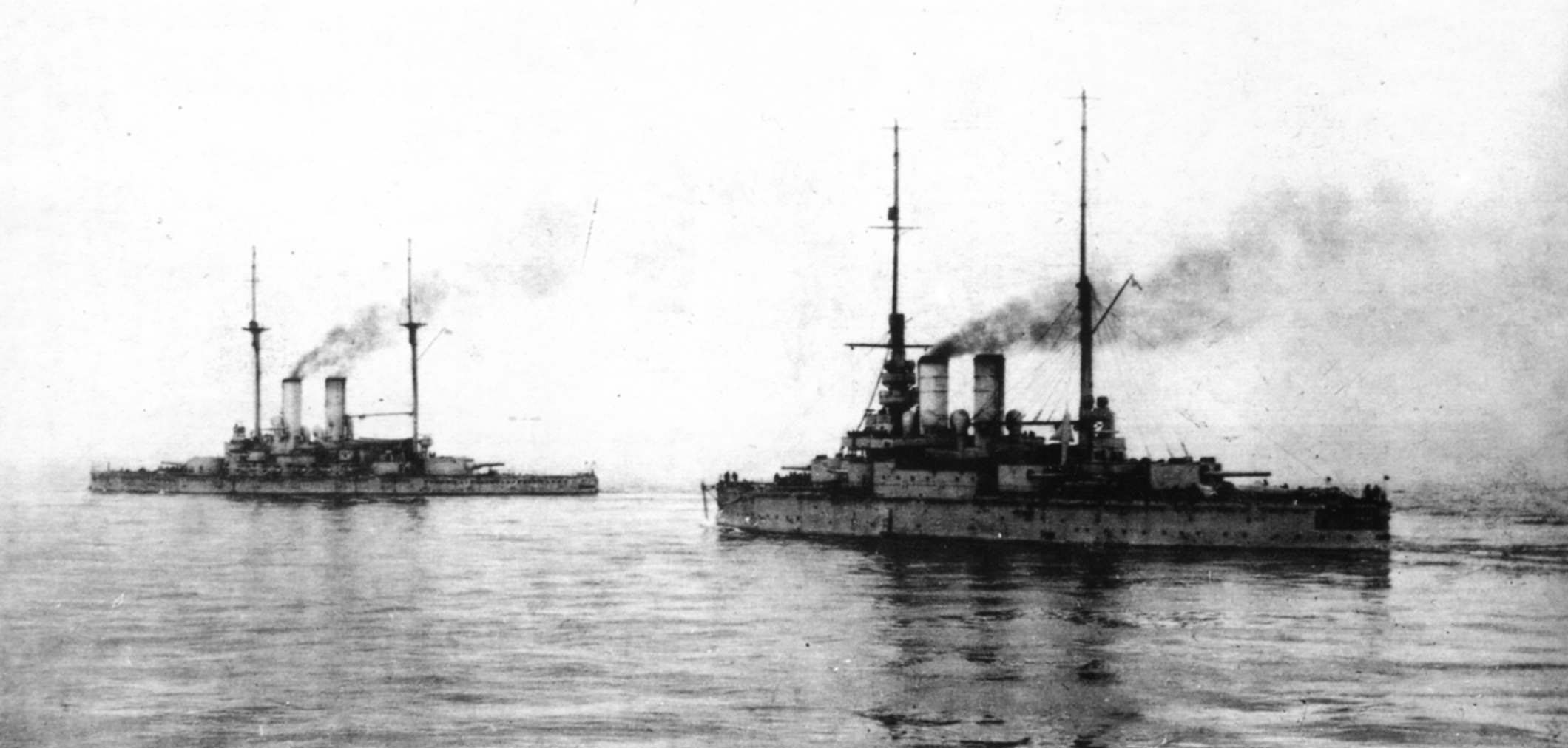
O e o Rostislav durante a guerra

A Frota do Mar Negro partiu em 4 de novembro de 1914 para sua primeira operação na Primeira Guerra Mundial, o bombardeio de Zonguldak. A ação foi concebida como retaliação de um ataque anterior contra Sebastopol. O Rostislav foi a "canhoneira designada", enquanto os outros couraçados russos formaram a rede de proteção ao seu redor. Ele disparou 251 projéteis contra o porto de Zonguldak no dia 6, deixando-o em ruínas. Ele enfrentou o cruzador de batalha Yavuz Sultan Selim em 18 de novembro na Batalha do Cabo Saric, mas o navio otomano encerrou o confronto antes que o Rostislav, que era o último navio russo, sequer o avistasse. O couraçado teve outros encontros com o cruzador de batalha em 1915 e 1916, mas nunca conseguiu enfrentá-lo diretamente. Foi equipado em 1915 com quatro canhões antiaéreos de 75 milímetros.
Os antigos couraçados foram divididos em dois grupos de combate independentes depois dos novos dreadnoughts da Classe Imperatritsa Maria entrarem em serviço. O Rostislav se tornou a capitânia do Grupo Batumi e encarregado de dar apoio para as operações do Exército do Cáucaso. A primeira ação conjunta ocorreu em 5 de fevereiro de 1916 próxima de Arhavi. O navio disparou quatrocentos projéteis contra os otomanos apenas no primeiro dia. O Rostislav e as canhoneiras Kubanetz e Donetz deram apoio em 4 de março para desembarques anfíbios em Atina. Três dias depois deu apoio ao desembarque de tropas que capturaram Rize. O couraçado mais o Panteleimon forçaram os otomanos no final de março a evacuarem Trebizonda.
A Marinha Imperial considerou realizar um ataque anfíbio completo contra o Bósforo em meados de 1916. O almirante Andrei Eberhardt, o oficial comandante da Frota do Mar Negro, antecipou um alto risco de minas e torpedos e sugeriu que todos os couraçados fossem equipados com protuberâncias antitorpedo. O Rostislav estava programado para ser o segundo navio a recebê-las, porém a operação e os trabalhos foram cancelados em agosto, com ele sendo em vez disso transferido para o litoral romeno como capitânia do Grupo Constança. Esta cidade se tornou temporariamente um importante centro logístico para as tropas russas que seguiam para lutarem na Frente Romena. Era também uma base naval para lança-minas, submarinos e contratorpedeiros que atacavam os otomanos no Bósforo. Os alemães realizaram um ataque aéreo, com seu primeiro acerto sendo contra o Rostislav. A bomba acertou a extremidade da torre de artilharia de ré e feriu dezesseis marinheiros, porém a torre em si permaneceu operacional. O colapso da Frente Romena em outubro forçou a Marinha Imperial a evacuar Constança, com o Rostislav voltando para Sebastopol a fim de passar por manutenção.

### Revolução
A Revolução Russa de 1917 não desmoralizou a Frota do Mar Negro tão rapidamente quanto a Frota do Báltico. O capitão Fiodor Stark, o oficial comandante do Rostislav, manteve o navio em prontidão de combate até o final do ano. O couraçado fez sua última viagem para Batumi em setembro e outubro. Stark conseguiu conter as políticas radicais, sentimento antigermânico e ucranização da tripulação, mas permitiu que a bandeira da Ucrânia fosse hasteada em 25 de outubro ao retornar para Sebastopol. Deserção e "voluntarismo" para os Guardas Vermelhos se intensificou desse momento em diante, com a tripulação se reduzindo para 28 oficiais e 460 marinheiros em 21 de dezembro. A Frota do Mar Negro se desintegrou totalmente em janeiro de 1918, com os oficiais fugindo dos marinheiros, estes abandonando os navios e fugindo do avanço alemão. Os bolcheviques conseguiram levar dois couraçados e dezesseis contratorpedeiros para Novorossisk, porém o Rostislav permaneceu em Sebastopol.
A ocupação alemã da Crimeia de maio a novembro de 1918 não afetou o couraçado abandonado. As forças anglo-francesas que substituíram os alemães permaneceram em Sebastopol até abril de 1919. Os britânicos destruíram os motores do Rostislav em 25 de abril antes de irem embora para que o navio não fosse usado pelo avanço das forças bolcheviques. As forças Brancas do general barão Piotr Wrangel mesmo assim usaram o couraçado como bateria flutuante no Mar de Azov. A embarcação foi operada por uma tripulação improvisada e colocada no Estreito de Kerch para atacar as forças revolucionárias em Taman a fim de impedi-las de chegar na Crimeia. As forças de Wrangel foram derrotadas e o Rostislav foi deliberadamente afundado no Estreito de Kerch em novembro de 1920 para que as forças bolcheviques não entrassem no Mar Negro.
O navio afundou em águas rasas, assim sua superestrutura permaneceu acima d'água. A EPRON, uma unidade de resgate da Frota Naval Militar Soviética, recuperou os canhões do Rostislav em 1930 e parcialmente desmontou seu casco. O restante do couraçado permanece naufragado no estreito a 1,2 quilômetro do litoral.